# Anthalia lacteipennis
Anthalia lacteipennis är en tvåvingeart som beskrevs av Axel Leonard Melander 1927. Anthalia lacteipennis ingår i släktet Anthalia och familjen puckeldansflugor. Inga underarter finns listade i Catalogue of Life.